# Phalaenopsis speciosa
Phalaenopsis speciosa är en orkidéart som beskrevs av Heinrich Gustav Reichenbach. Phalaenopsis speciosa ingår i släktet Phalaenopsis och familjen orkidéer. Inga underarter finns listade i Catalogue of Life.

## Bildgalleri

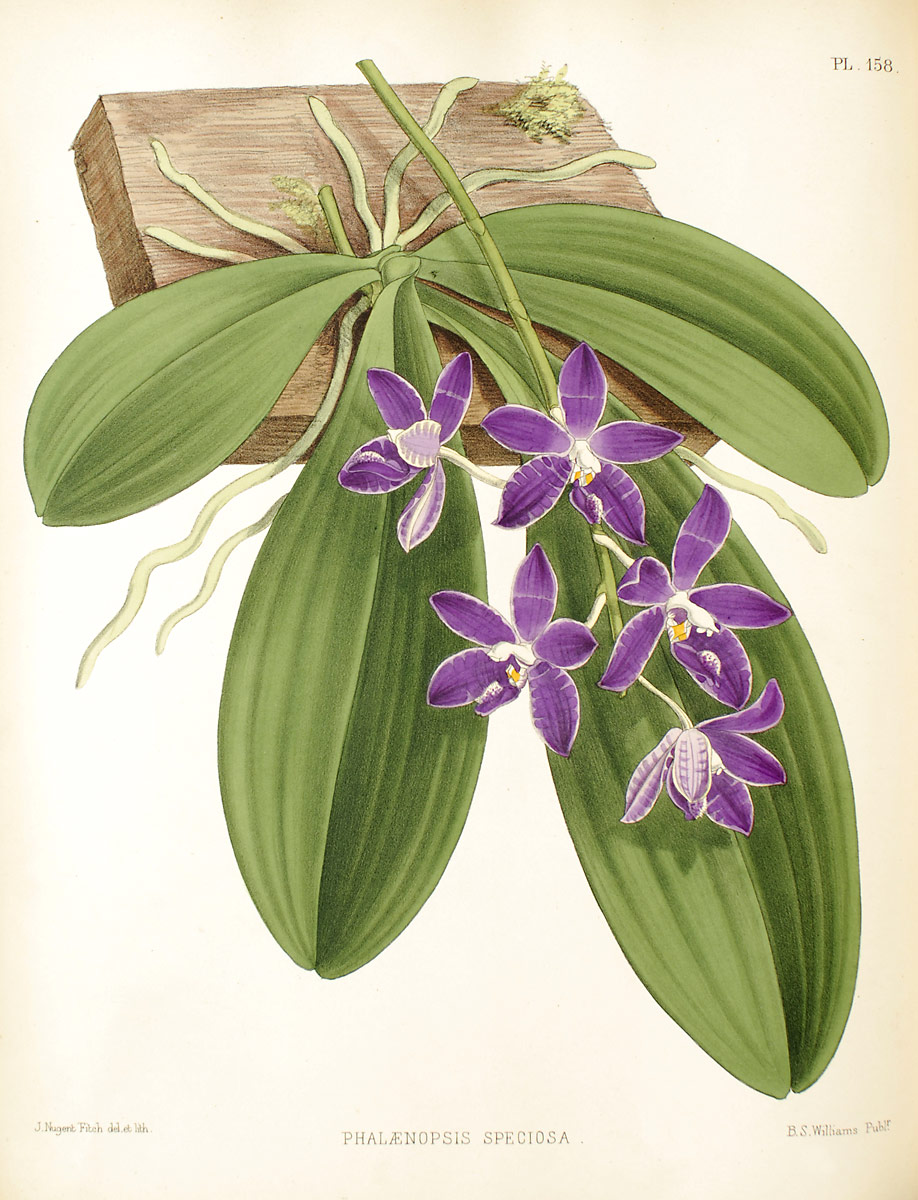
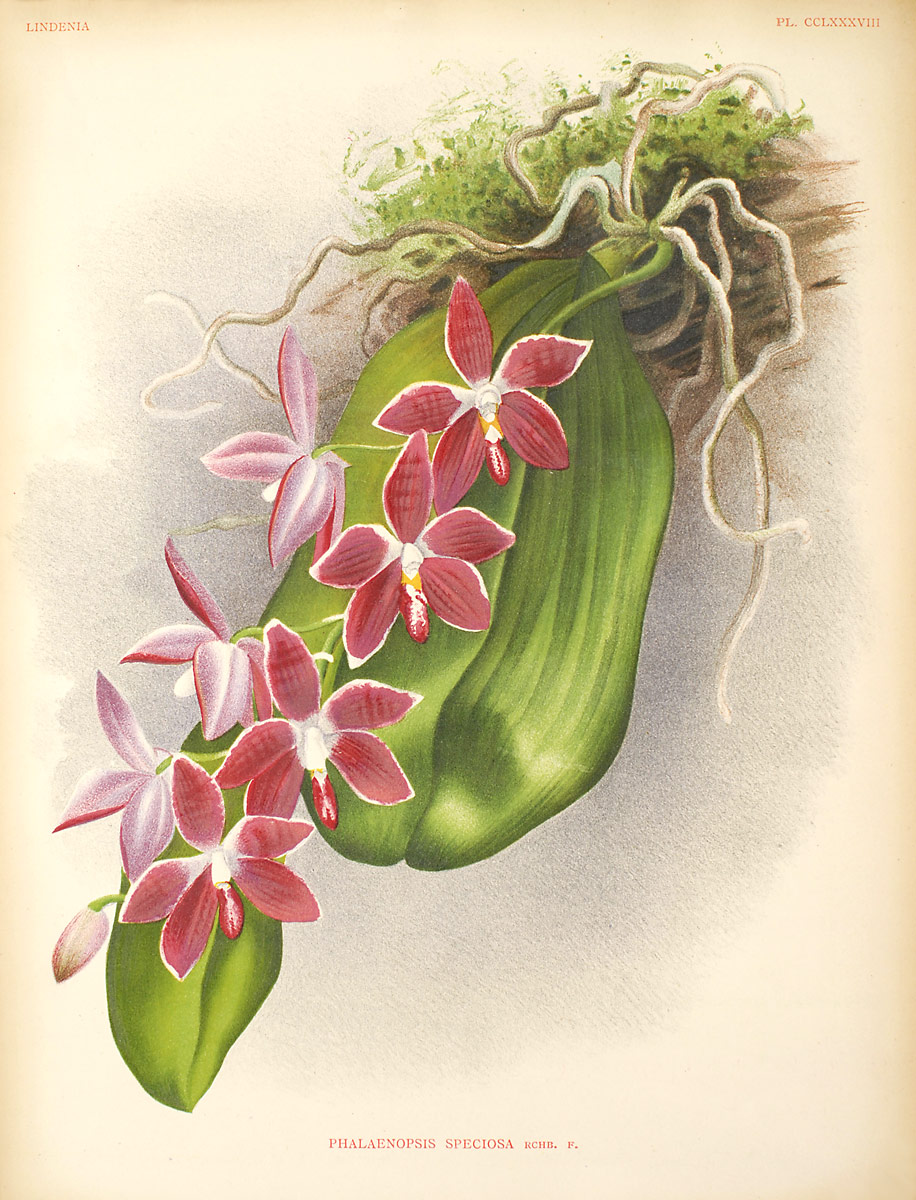
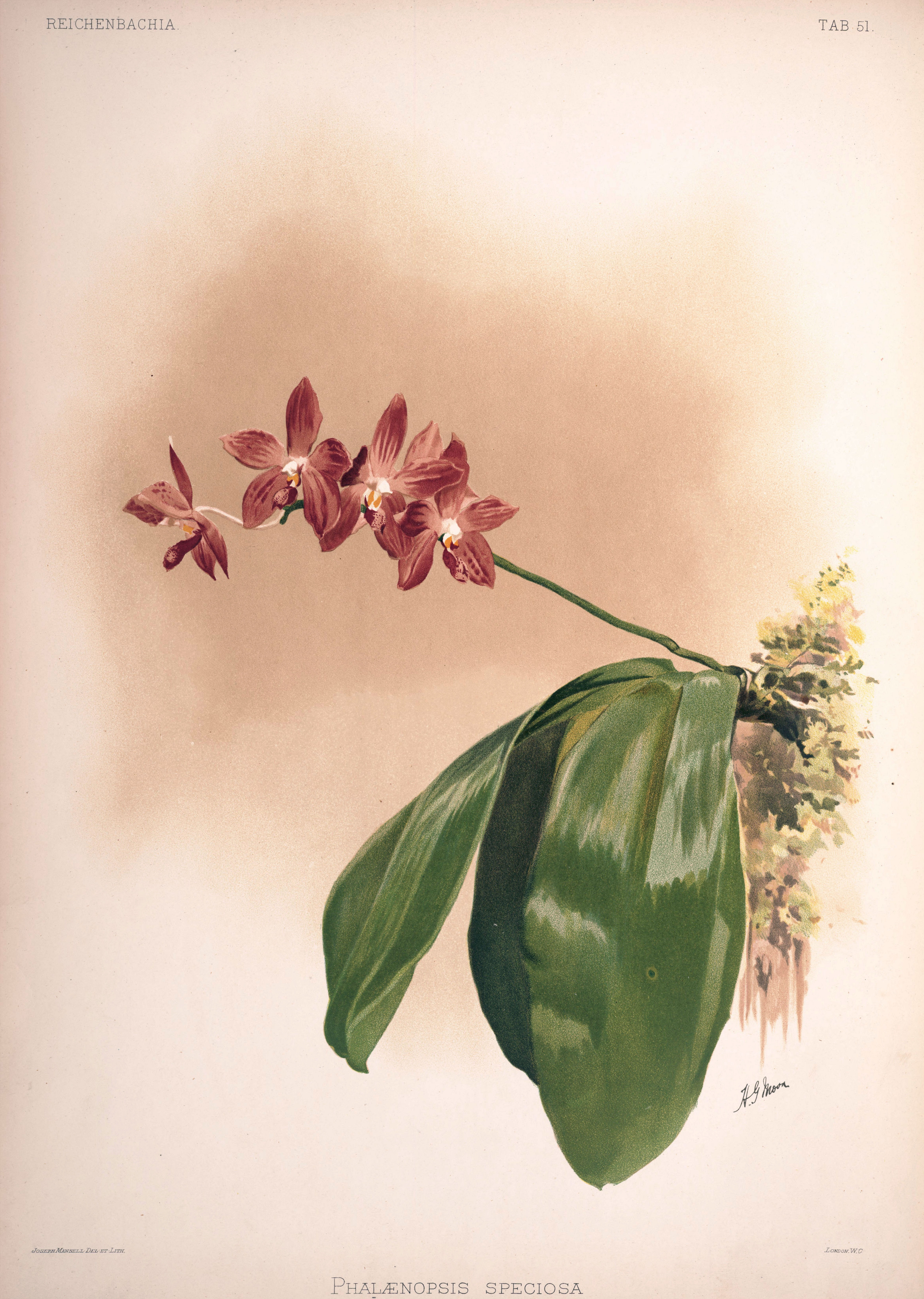
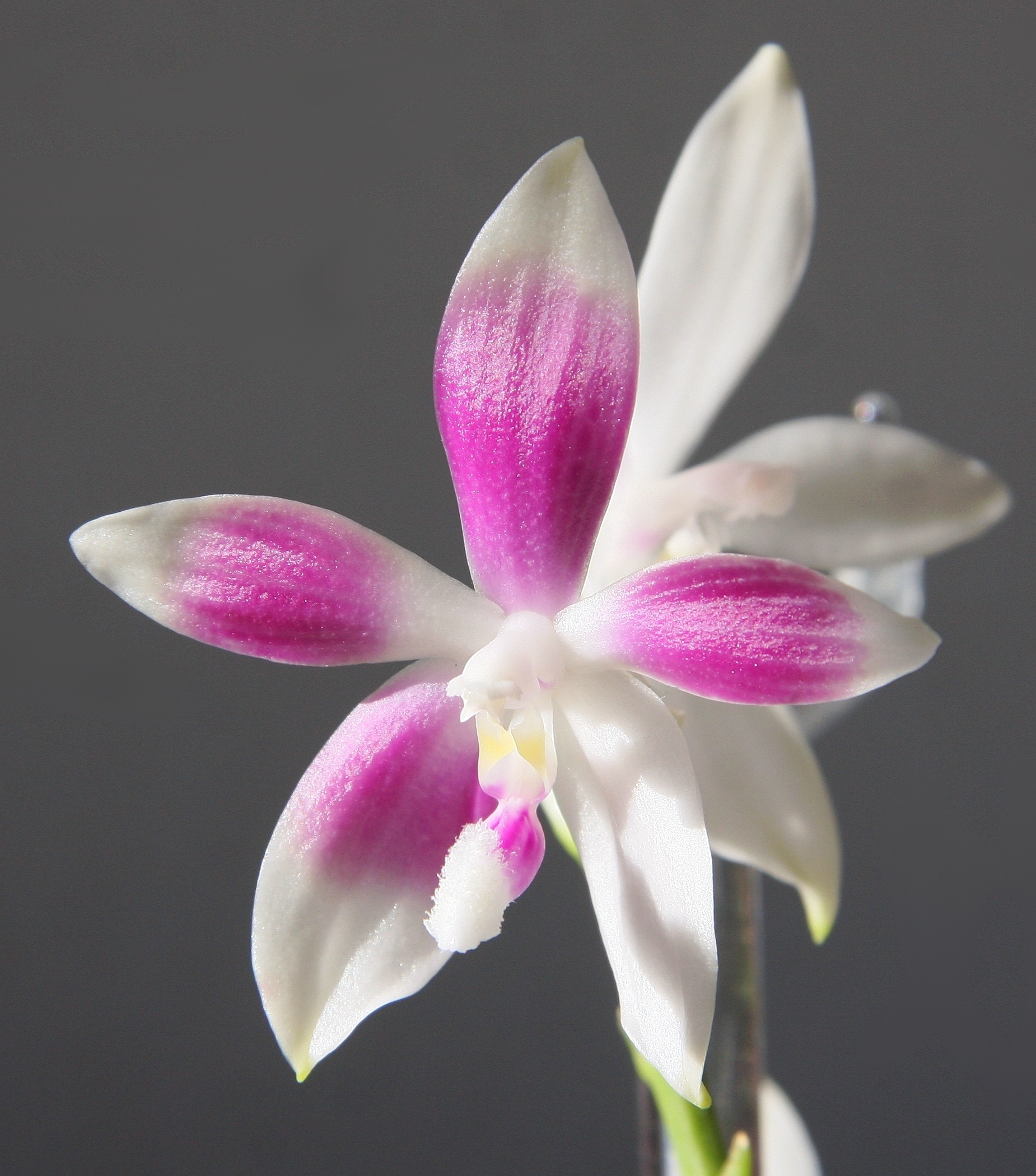